# Würgegriff
Ein Würgegriff ist eine Technik, die den Gegner mittels Abschnüren der Luftzufuhr oder Sauerstoffzufuhr zum Gehirn kampfunfähig machen oder zur Aufgabe zwingen soll. Würgetechniken werden in vielen Kampfkünsten, Kampfsportarten, Selbstverteidigungs- und Nahkampfsystemen geübt und angewendet.

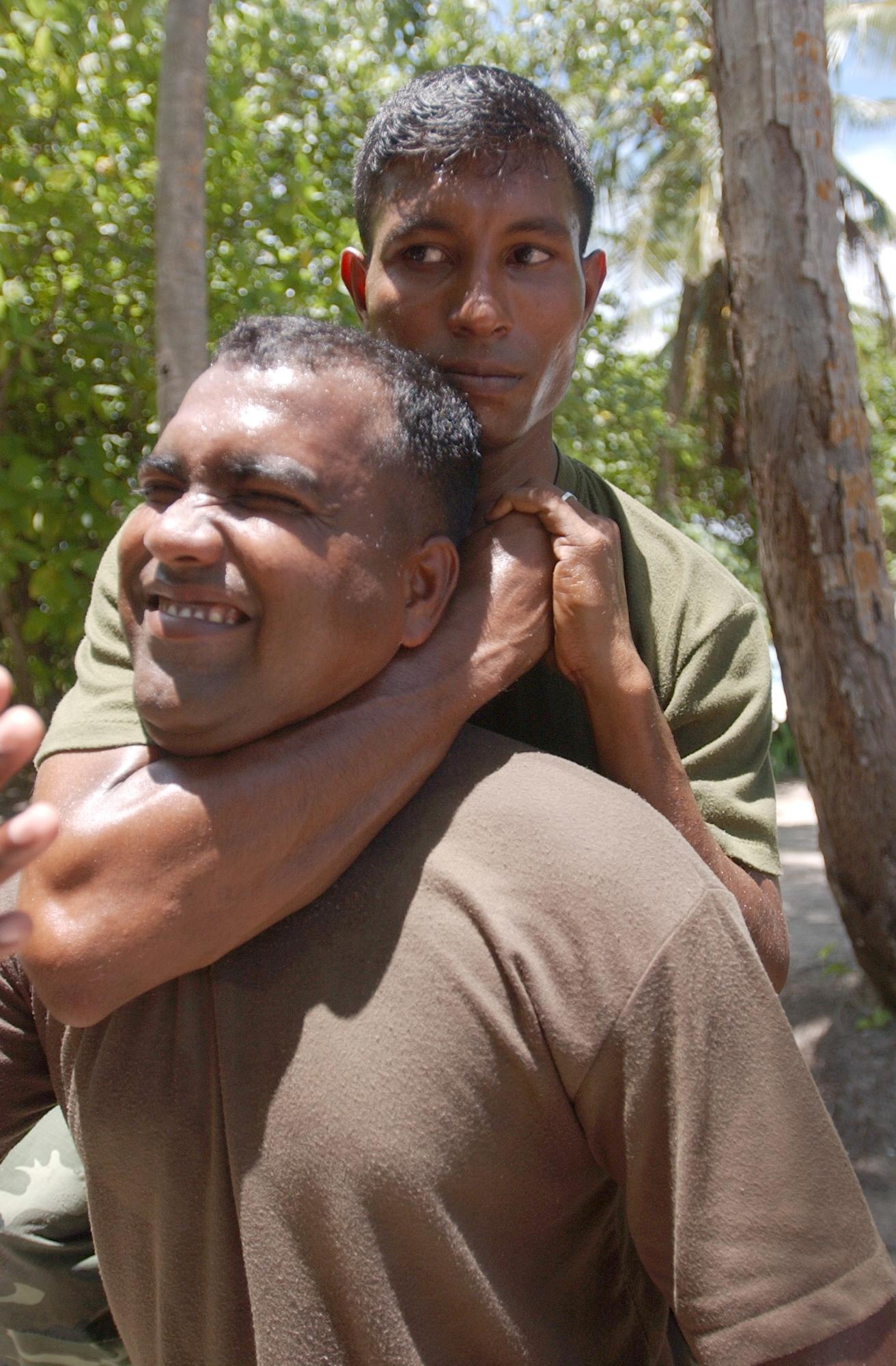
Würgegriff im Nahkampftraining

## Verschiedene Varianten
Je nachdem, wie die Würgetechnik angesetzt wird, führt sie zu unangenehm erschwerter Atemtätigkeit oder verhindert das Einatmen neuer Luft und blockiert die Blutversorgung des Gehirns, wodurch die Sauerstoffversorgung des Gehirns beeinträchtigt wird.

### Luftröhrenwürgegriff
Würgegriffe, die die Luftröhre blockieren führen durch den Atemstillstand zu allgemeinem Sauerstoffmangel im Gehirn, der sogenannten Globalhypoxie, und zur Bewusstlosigkeit. Nach zwei- bis dreiminütigem Sauerstoffausfall  beginnt Gehirngewebe abzusterben, nach circa zehn Minuten tritt der Hirntod ein. Mitunter kann eine solche Würgetechnik auch zu einem Bruch des Kehlkopfes oder des Zungenbeines führen.

### Halsvenenwürgegriff
Dieser Griff drückt die linke und rechte Vene am Hals zu, sodass Blut aus dem Kopf nicht zurück zum Herzen fließen kann. Gut angesetzt führt dies im Regelfall innerhalb von 8 bis 14 Sekunden zur Bewusstlosigkeit. Wenn der Griff gelöst wird, kommt der Gewürgte im Normalfall innerhalb von 10 bis 20 Sekunden wieder zu Bewusstsein.

## Selbstverteidigung/Kampfsport
Eine Würgetechnik wird gewöhnlich dann ausgeführt, wenn der Gegenüber durch einen Takedown zu Boden gebracht wurde und man sich in einer vorteilhaften Position wie etwa der Guard oder der Mount befindet. Einige Würgetechniken können jedoch auch im Stand ausgeführt werden (z. B. Guillotine Choke). Auch ein Schwitzkasten stellt einen Würgegriff dar. In einer Selbstverteidigungssituation wird die Technik dabei solange durchgeführt, bis der Aggressor bewusstlos ist. Im sportlichen Wettkampf, beispielsweise im Rahmen von Mixed Martial Arts oder Submission Wrestling, wird der Würgegriff losgelassen, sobald der Gegner durch Abklopfen seine Aufgabe signalisiert. Würgegriffe sind essenzieller Bestandteil des Trainings in Sportarten wie Brazilian Jiu-Jitsu und Luta Livre.

## Polizei
Nachdem es insbesondere in den Vereinigten Staaten bereits zu Todesfällen bei Festnahmen gekommen war, wurde etwa bereits in den 1980er Jahren in Los Angeles die Festnahmepraxis verboten sowie später in einigen weiteren Police Departments wie in New York zumindest eingeschränkt.
Nach dem gewaltsamen Tod von George Floyd sowie den folgenden internationalen Protesten („I can't breathe“) 2020 entwickelte sich eine neue Kontroverse um diese Festnahmepraxis. Staaten wie etwa Frankreich streben ein Verbot an. Laut dem Innenminister Christophe Castaner soll sie in Polizeiakademien auch nicht mehr gelehrt werden. In Minneapolis selbst wurde durch den Bürgermeister ebenso ein Verbot angeordnet.